# 各務原市立緑陽中学校

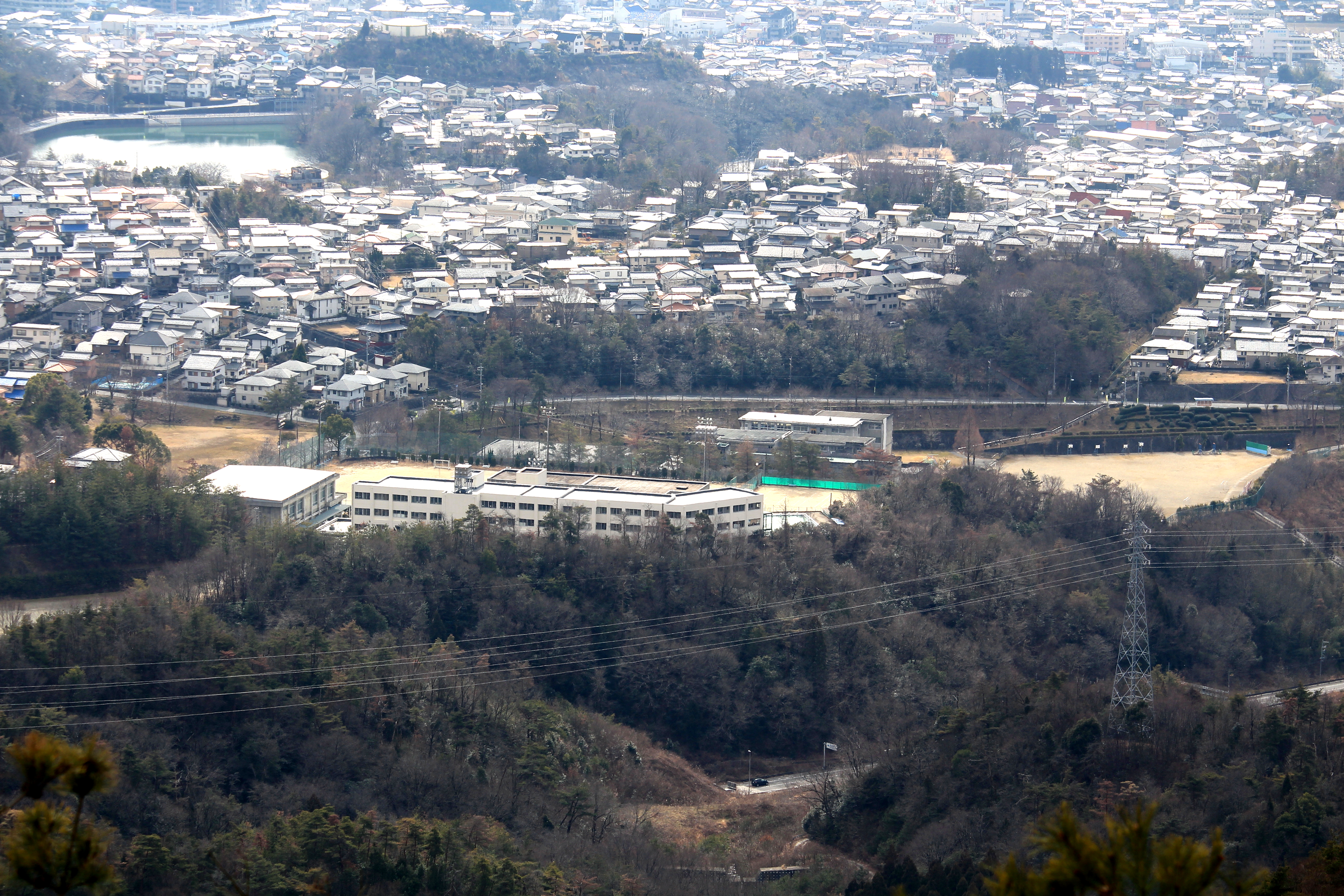
北側の各務原アルプスの明王山から望む各務原市立緑陽中学校

各務原市立緑陽中学校（かかみがはらしりつりょくようちゅうがっこう）は、岐阜県各務原市緑苑北にある公立中学校。

## 概要
- 各務原市鵜沼地区の中学校の一つである。
- 各務原市鵜沼地区の新興住宅団地である、「緑苑」「新鵜沼台」が主な校区である。敷地は各務原市立緑苑小学校に隣接する。
- 校名は、緑苑の緑と太陽の陽を組み合わせたものである。

## 所在地
- 岐阜県各務原市緑苑北1丁目4番地

## 沿革
- 1978年（昭和53年）4月1日 - 各務原市立鵜沼中学から分離し開設。
- 1978年（昭和53年）4月6日 - 開校式。
- 1979年（昭和54年） - 校歌完成。

## 教育目標
- 磨き合う緑陽

## 伝統の4本柱
- 清掃
- 合唱
- ボランティア
- 学習

## 生徒会
- 生徒会執行部
- 環境委員会
- 文化委員会
- 給食委員会
- 保体委員会
- 学習委員会
- 福祉委員会

## 部活動
運動系部活動　　　　　　　　
- 陸上競技部
- ソフトテニス部
- バスケットボール部
- ハンドボール部
- 剣道部
- 野球部(男子)
- バレーボール部(女子)

文化系部活動
- 吹奏楽部

## 学校行事
- 4月：入学式
- 5月：体育祭(赤青黄の3団で優勝を争う)全校種目はクラス大縄
- 7～8月：サマースクール
- 11月：合唱交流会
- 2月：フラワーエンジェル
- 3月：卒業式

## 進学前小学校
- 緑苑小学校[1]
- 鵜沼第三小学校[1]

## 交通機関
- 岐阜バス 緑苑八木山線「緑苑小学校前」バス停より徒歩3分。
- 各務原市ふれあいバス 鵜沼線・東西線朝夕便「緑苑東」バス停より徒歩10分。